# Toxopsiella australis
Toxopsiella australis là một loài nhện trong họ Deinopidae. T. australis được miêu tả năm 1964 bởi Raymond Robert Forster.